# Hälsingland tartomány
Hälsingland Észak-Svédország egyik történelmi tartománya. Szomszédai Gästrikland, Dalarna, Härjedalen és Medelpad tartományok.

## Megye
A tartomány a megye északi részén helyezkedik el. A megye déli része Gästrikland tartomány.

## Történelem
1971 előtt feltérképezett városok:
- Bollnäs (1942)
- Hudiksvall (1582)
- Söderhamn (1620)

Hudiksvall várost (az egyik legrégebbi Norrlandban) az orosz csaparok 1721-ben kifosztották.

## Címer
A címert 1560-ban, I. Vasa Gusztáv temetésekor kapta.

## Külső hivatkozások
- Hälsingland – Hivatalos honlap
- Hälsingegårdar